# Vinařská oblast
| Vinařská oblast Čechy podoblast mělnická podoblast litoměřická | Vinařská oblast Morava podoblast mikulovská podoblast slovácká podoblast velkopavlovická podoblast znojemská |

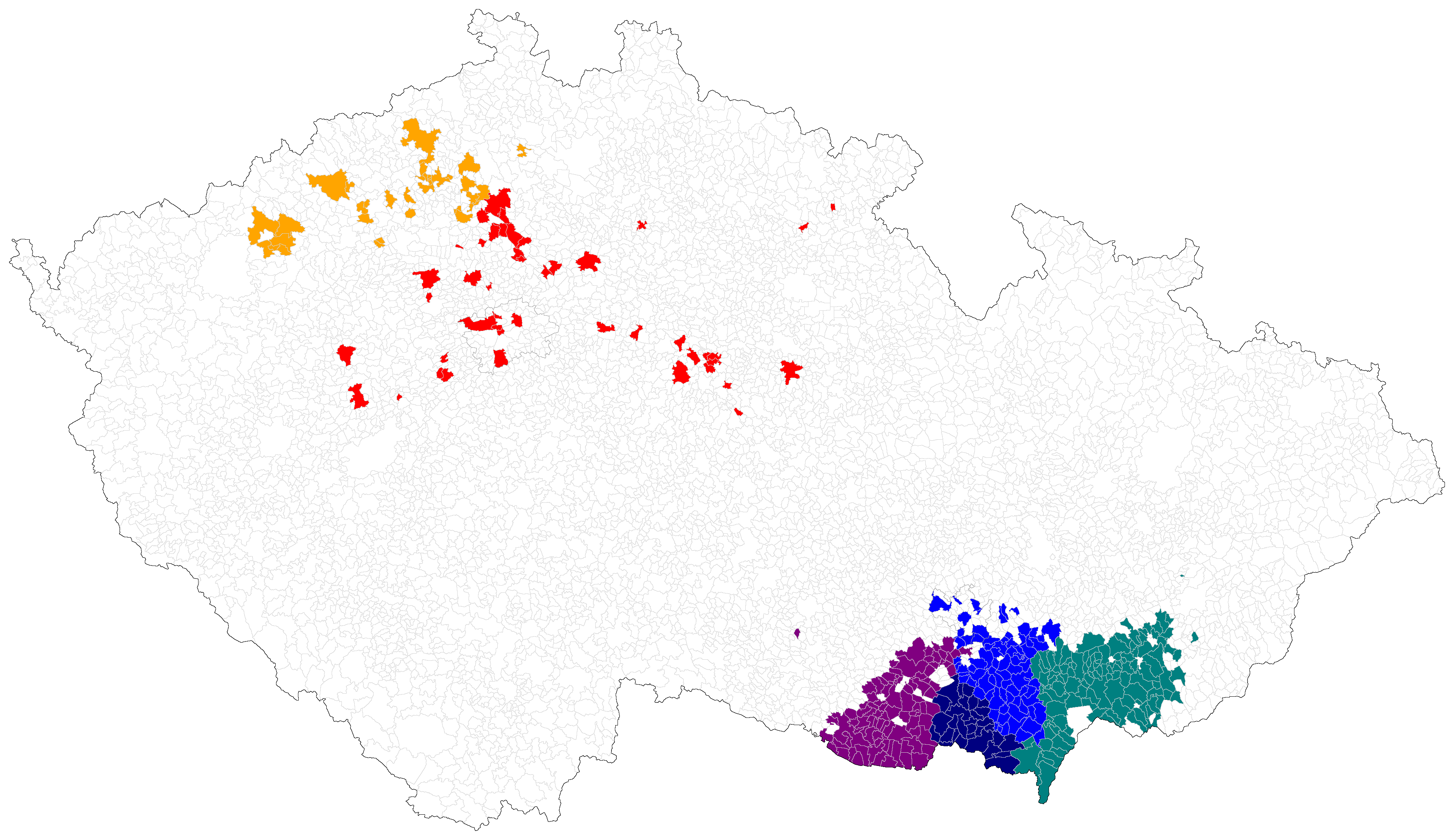
Vinařské oblasti v Česku (stav v letech 2010–2018)
Vinařská oblast Čechy
podoblast mělnická
podoblast litoměřická
Vinařská oblast Morava
podoblast mikulovská
podoblast slovácká
podoblast velkopavlovická
podoblast znojemská

Vinařská oblast je geograficky vymezené území (v terminologii legislativy Evropské unie stanovená pěstitelská oblast), na kterém je povoleno pěstovat vinnou révu pro výrobu vína a dalších produktů. Vymezení jednotlivých vinařských oblastí v daném státě provádí příslušná legislativa (obvykle vinařský zákon). Tato legislativa většinou také stanovuje seznam odrůd vinné révy, které se v jednotlivých vinařských oblastech smějí pěstovat. Vinařské oblasti mohou být rozděleny na vinařské podoblasti. Dále bývá pro každou vinařskou oblast či podoblast stanoven seznam vinařských obcí a viničních tratí, v nichž smějí být zakládány vinice.
Cílem těchto regulačních opatření je zabránit výsadbě vinic v nevhodných regionech a polohách.

## Vinařské oblasti na Moravě a v Čechách
Víno je v Česku produkováno především na jižní a jihovýchodní Moravě, kde se nachází 96 % rozlohy českých vinic; roztroušené vinice je ale možné najít i v Čechách. Tradice moravského vína sahá přinejmenším do dob Velkomoravské říše, ovšem existují teorie o tom, že se na Moravě víno pěstovalo již o několik staletí dříve. Nejrozšířenější odrůdy jsou Müller Thurgau, Veltlínské zelené a Ryzlink vlašský. Každoročně jsou pořádány oslavy vína, vinobraní, největší v republice jsou ve Znojmě, Mikulově, Brně, Velkých Žernosekách a Mělníku.
V Česku od května 2004 existují dvě vinařské oblasti:
- vinařská oblast Morava
- vinařská oblast Čechy

Tyto oblasti se dělí na vinařské podoblasti, kterých je celkem šest (mikulovská, velkopavlovická, slovácká a znojemská na Moravě; mělnická a litoměřická v Čechách). Toto uspořádání přinesl vinařský zákon č. 321/2004 Sb. a jeho prováděcí vyhláška č. 254/2010 Sb.
Před účinností tohoto zákona byly v Česku dva vinařské regiony (český a moravský), které obsahovaly šestnáct vinařských oblastí (pražská, mělnická, roudnická, žernosecká, mostecká a čáslavská v českém vinařském regionu; brněnská, bzenecká, mikulovská, mutěnická, velkopavlovická, znojemská, strážnická, kyjovská, uherskohradišťská a Podluží v moravském vinařském regionu). Toto uspořádání bylo zavedeno vinařským zákonem č. 115/1995 Sb.